# San Cataldo
San Cataldo ist eine Stadt im Freien Gemeindekonsortium Caltanissetta in der Region Sizilien in Italien mit 20.668 Einwohnern (Stand 31. Dezember 2023).

## Lage und Daten
San Cataldo liegt 9 km westlich von Caltanissetta. Die Einwohner arbeiten hauptsächlich in der Landwirtschaft und in der Industrie.
Die Nachbargemeinden sind Caltanissetta, Mussomeli, Serradifalco und Marianopoli.
Die Stadt liegt mit dem Bahnhof San Cataldo an der Bahnstrecke Catania–Agrigent. Die Fahrzeit nach Agrigent beträgt 1 Stunde und 18 Minuten und nach Caltanissetta 9 Minuten.

## Geschichte
San Cataldo wurde im Jahre 1607 von Nicolò Galletis gegründet. Der Ort erhielt seinen Namen zu Ehren des heiligen Cataldo, Bischof von Tarent, von dem der Ort Reliquien besitzt.
Bis etwa 1950 lebte die Stadt vor allem vom Abbau von Schwefel und Steinsalz. Der Zusammenbruch dieser Aktivität löste eine Auswanderungswelle aus, die nur durch die fast gleichzeitige Entstehung kleiner und mittlerer Industriebetriebe gemildert wurde.

## Bauwerke

### Im Ort
Die Kirche dei Padri Mercedari stammt aus dem 18. Jahrhundert. Im Inneren befindet sich eine Statue der Madonna von Salvatore Bagnasco. Die Pfarrkirche stammt aus dem Jahre 1665 und liegt im ältesten Teil von San Cataldo.

### In der Umgebung
In Vassallaggi ca. 5 km von San Cataldo entfernt ist eine Siedlung aus der Bronzezeit zu besichtigen.

## Veranstaltungen
- Discesa dalla Croce (Kreuzesabnahme), eine Aufführung am Karfreitag

## Persönlichkeiten
- Alberto Vassallo di Torregrossa (1865–1959), Erzbischof und Nuntius
- Giuseppe Alessi (1905–2009), Rechtsanwalt und Politiker
- Cataldo Naro (1951–2006), römisch-katholischer Geistlicher, Erzbischof von Monreale 2002–2006
- Ernesto Torregrossa (* 1992), Fußballspieler